# سوزوکی جی‌تی۵۵۰
سوزوکی جی‌تی۵۵۰ (به انگلیسی: Suzuki GT550) یک موتورسیکلت ژاپنی با انجین، ۵۵۰ سی‌سی، سه‌سیلندر خطی، دوزمانه، هواخنک (بدون‌رادیاتور) و قدرت ۵۰ اسب بخار متعلق به دهه ۱۹۷۰ میلادی در سری جی‌تی «گرند تورینگ» سوزوکی بود.

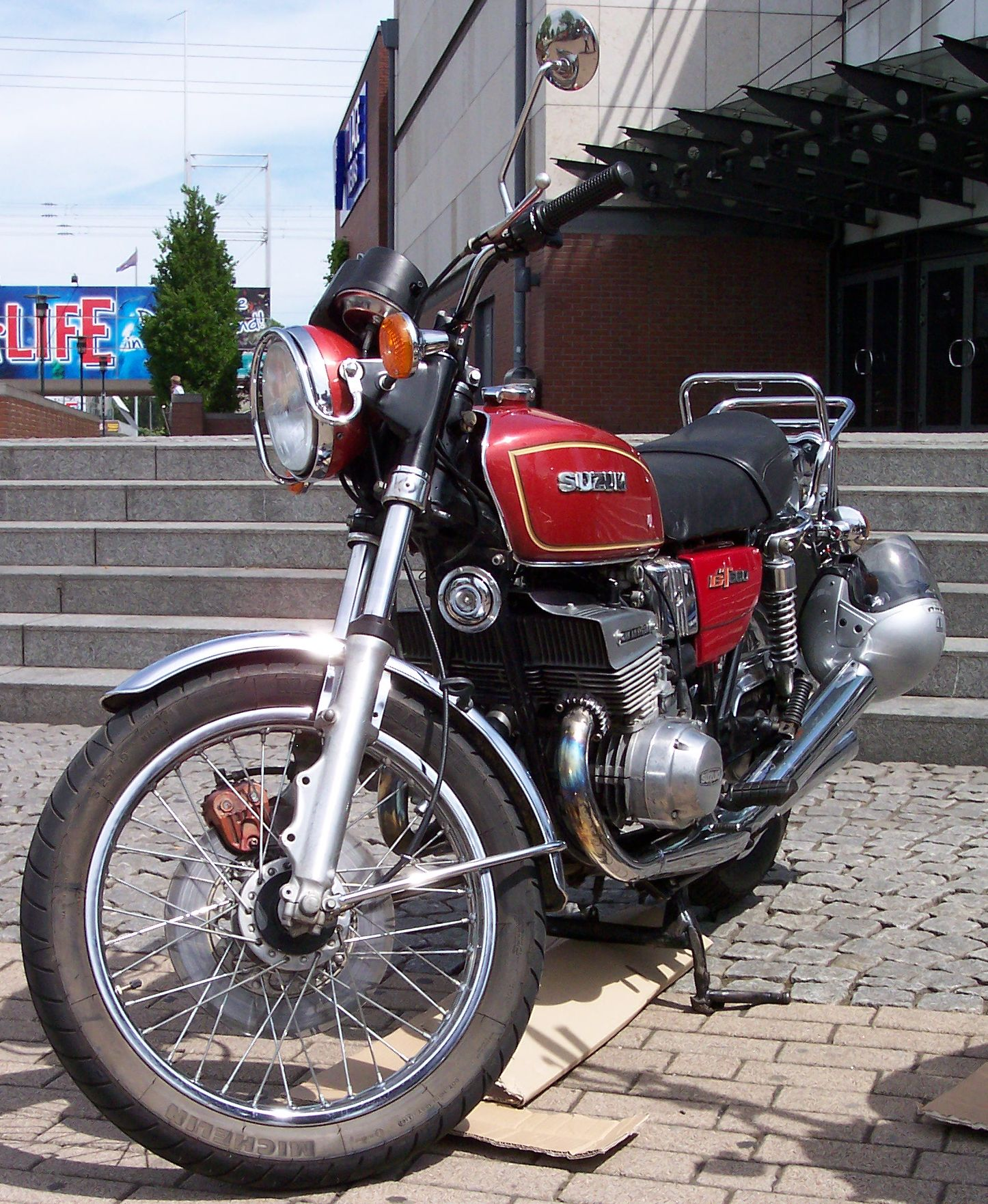

در سال ۱۹۷۶، گلگیر جلو تغییرکرد. طرح گرافیکی باک بنزین نیز عوض شد. این طرح در رنگ‌های قرمز و مشکی موجود بود. کمک‌فنرهای عقب سفت‌تر شدند. و پس‌زمینه صفحه کیلومتر تیره‌تر شد. فروش این مدل من ۹۰۰۰ دستگاه بود.

## بازخوردها
یک آزمایش جاده‌ای در ژانویه ۱۹۷۳ توسط مجله دنیای دوچرخه (Cycle World) نشان داد؛ حداکثر سرعت این موتورسیکلت را ۱۵۸ کیلومتر در ساعت (۹۸ مایل در ساعت) و شتاب ۰ تا ۶۰ مایل در ساعت (۰ تا ۹۷ کیلومتر در ساعت) را در ۵٫۸ ثانیه یا ۰ تا ¼ مایل (۰٫۰۰ تا ۰٫۴۰ کیلومتر) را در ۱۴٫۵۹ ثانیه با سرعت ۸۷٫۸ مایل در ساعت (۱۴۱٫۳ کیلومتر در ساعت) آزمایش کردند. ترمزگیری از سرعت ۹۷ تا ۰ کیلومتر در ساعت (۶۰ مایل در ساعت) در ارتفاع ۳۴٫۳ متری (۱۱۲٫۵ فوت) آزمایش شد.